# Дорнава
Дорнава (словен. Dornava) — поселення в общині Дорнава, Подравський регіон‎, Словенія.